# Banque Cantonale de Genève
Banque Cantonale de Genève (BCGE) — банк швейцарского кантона Женева, входит в систему кантональных банков. Банк был основан в 1816 году.
По объёму активов BCGE в 2022 году занимал 22-е место среди банков Швейцарии и 11-е место среди кантональных банков страны.
44,3 % акций банка принадлежит правительству кантона Женева, 20,9 % — властям города Женева, 7,4 % — муниципалитетам, остальные акции обращаются на Швейцарской бирже.

## История
Старейший предшественник банка, сберегательная касса Женевы (Caisse d’Epargne), был основан 5 августа 1816 года. Ипотечная касса Женевы (La Caisse hypothécaire) начала работу 21 апреля 1847 года. В 1994 году эти два учреждения были объединены в Кантональный банк Женевы (Banque Cantonale de Genève, BCGE). Французский филиал в Лионе был открыт в 1993 году ипотечной кассой.
Во второй половине 1990-х годов в банке начались финансовые проблемы из-за большой доли просроченных кредитов; в 2000 году была проведена рекапитализация банка правительством кантона Женева на 3,2 млрд шв. франков, а высшее руководство банка отправлено в отставку. В этот же период против французского филиала выдвигались обвинения в отмывании денег. В 2011 году бывшие генеральный директор и его заместитель были признаны виновными в фальсификации отчётности.
В 2010 году было открыто представительство в Дубае.

## Деятельность
Банк обслуживает частных и корпоративных клиентов, как и другие кантональные банки, в основном занимается приёмом банковских вкладов и выдачей ипотечных кредитов, также выпускает дебетовые и кредитные карты. Сеть банка насчитывает 21 отделение и 130 банкоматов в Женеве, а также отделения в Лозанне, Базеле, Цюрихе, Париже, Лионе, Анси, представительства в Гонконге и Дубае. В отличие от большинства других кантональных банков, правительство кантона с 2017 года не является гарантом вкладов в банк. Активы под управлением по состоянию на конец 2022 года составили 33,4 млрд швейцарских франков, собственные активы — 30 млрд франков.